# Costituzione della Repubblica Popolare Cinese
La Costituzione della Repubblica Popolare Cinese (in cinese: 中华人民共和国宪法; pinyin: Zhōnghuá Rénmín Gònghéguó Xiànfǎ) è la legge fondamentale della Repubblica Popolare Cinese. La versione corrente fu adottata dal V Congresso Nazionale del Popolo il 4 dicembre 1982, con alcune revisioni nel 1988, 1993, 1999, 2004 e 2018. Le tre precedenti costituzioni (1954, 1975, e 1978) sono state sostituite dall'attuale. La Costituzione è divisa in cinque sezioni: il preambolo, i principi generali, i diritti fondamentali e i doveri dei cittadini, la struttura dello Stato, la bandiera e l'emblema nazionale.

## Il documento del 1982
Il documento del 1982 riflette la determinazione di Deng di impiantare fondamenta istituzionali durevoli per la stabilità e la modernizzazione nazionale. La nuova Costituzione dello Stato offre una base legale per i profondi cambiamenti nelle istituzioni socioeconomiche della Cina e modifica significativamente la struttura e i meccanismi di governo.
Quattro sono state le principali revisioni alla Costituzione del 1982 da parte del Congresso nazionale del popolo.
Buona parte della Costituzione cinese è modellata sulla Costituzione sovietica del 1936, ma con significative differenze. Per esempio, mentre quest'ultima prevede esplicitamente un diritto alla secessione, la prima la vieta espressamente. Mentre la Costituzione sovietica crea formalmente un sistema federale, quella cinese dà formalmente vita a uno Stato unitario multinazionale.
La Costituzione del 1982 è un lungo e composito documento di 138 articoli. Ampie sezioni sono state adattate direttamente dalla Costituzione del 1978, ma molti emendamenti provengono da quella del 1954. Specificamente, la nuova Costituzione ridimensiona la lotta di classe e stabilisce come maggiori priorità lo sviluppo e la recezione di contributi e interessi di gruppi apolitici che possono giocare un ruolo centrale nel processo di ammodernamento del paese.
L'articolo 1 descrive la Cina come "uno Stato socialista soggetto alla dittatura democratica del popolo", con ciò significando che il sistema si basa su un'alleanza fra le classi lavoratrici (nella terminologia comunista operai e contadini), ed è guidato dal Partito Comunista Cinese, che costituisce la loro avanguardia. Altrove, la Costituzione affida un ruolo rinnovato e vitale ai gruppi costitutivi dell'alleanza di base: la Conferenza Politica Consultiva del Popolo Cinese (CPCPC), i partiti democratici e le organizzazioni di massa. La Costituzione del 1982 espunge quasi tutta la retorica associata alla Rivoluzione culturale, che restava sottesa alla versione del 1978. In effetti, essa omette ogni riferimento alla Rivoluzione culturale e rivede il contributo di Mao nell'ambito di una fondamentale riconsiderazione storica uscita nel giugno 1981 dal VI plenum dell'XI Comitato Centrale, la Risoluzione su alcune questioni storiche relative al Partito dalla fondazione della Repubblica Popolare.
Nella Costituzione del 1982 si pone anche l'accento sul diritto socialista cinese come regolatore della condotta politica. Così, diritti e doveri dei cittadini sono descritti dettagliatamente, ben oltre quanto previsto dalla versione del 1978. Probabilmente a causa degli eccessi che hanno segnato gli anni della Rivoluzione culturale, la Costituzione del 1982 rivolge maggiore attenzione alla specificazione dei "diritti e doveri fondamentali" dei cittadini anche rispetto a quella del 1954: così, l'elettorato attivo e passivo sono fissati entrambi al compimento del 18º anno di età, salva la privazione per legge dei diritti civili. La Costituzione garantisce anche la libertà religiosa, come anche quella di non professare alcun credo e afferma che "gli organismi e le questioni religiose non sono soggette ad alcun controllo estraneo".
L'articolo 35 proclama che "i cittadini della Repubblica Popolare Cinese godono di libertà di parola, di stampa, di riunione, associazione, corteo e dimostrazione". Nella Costituzione del 1978, questi diritti erano garantiti, al pari del diritto di sciopero e dei "quattro grandi [diritti]": ad avere un'opinione, ad esprimerla compiutamente, a tenere dibattiti, a stilare dazibao. In realtà, nel febbraio 1980, in seguito al periodo di dissenso espresso tramite il cosiddetto Muro della democrazia, i "quattro grandi" furono soppressi in accoglimento di una decisione del partito ratificata dal Congresso nazionale del popolo. Anche il diritto di sciopero venne meno nella Costituzione del 1982. Il diffuso esercizio dei quattro grandi diritti nella protesta studentesca sul finire del 1986 provocò una forte reazione censoria del regime a causa della loro messa fuori legge. La risoluzione ufficiale citava l'articolo 53 della Costituzione del 1982, che impone ai cittadini il rispetto della legge e l'osservanza della disciplina del lavoro e dell'ordine pubblico. Oltre a essere illegale, la pratica dei quattro grandi diritti poteva sconfinare nella critica del Partito Comunista Cinese, ciò che infatti avvenne nei dazibao studenteschi. Nel nuovo corso tendente alla stabilità politica e allo sviluppo economico, i leader di partito consideravano i "quattro grandi" destabilizzanti politicamente. Con l'eccezione dei sei pretenziosi partiti democratici, è vietato ai cittadini cinesi formare movimenti politici.
Al pari di buona parte delle costituzioni democratiche occidentali, fra i diritti politici garantiti dalla Costituzione cinese si dispone che tutti i cittadini cinesi possiedono quelli di elettorato attivo e passivo. Tuttavia, poiché l'elezione diretta è limitata al livello municipale, l'effettività dei diritti elettorali dei cittadini è discussa da molti critici. Altri studiosi deducono l'esistenza di un sistema di "Grandi elettori". Conformemente alla legge elettorale promulgata in seguito, i residenti in zone rurali hanno solo 1/4 di potere elettorale rispetto a quelli delle comunità urbane. Poiché i cittadini cinesi sono distinti in residenti rurali e urbani, e la Costituzione non dispone sulla libertà di trasferimento, i primi subiscono la restrizione dell'hukou (residenza permanente registrata) e finiscono per avere minori diritti politici, economici e di istruzione. Il problema è stato largamente affrontato da svariate, continue riforme dell'hukou nel 2007.
La Costituzione del 1982 è anche più specifica riguardo alle responsabilità e funzioni di uffici e organi dell'apparato statale. Sono previsti chiari ammonimenti contro le comuni pratiche cinesi che la riforma ha definito abusive, come la concentrazione di potere nelle mani di pochi leader e la tolleranza al mantenimento vita natural durante delle posizioni di comando. D'altra parte, la Costituzione contrasta fermamente il sistema occidentale della separazione dei poteri fra legislativo, esecutivo e giudiziario. Essa conforma il Congresso come la più elevata autorità statale, sotto la quale si situano il Consiglio di Stato, la Corte suprema del popolo e la Procura suprema del popolo, che sono nominati dal Congresso e rispondono di fronte ad esso.
Inoltre, la Costituzione del 1982 prevede una complessa struttura normativa per la liberalizzazione politica ed economica degli anni ottanta. Essa assegna un ruolo più importante al settore di economia collettiva non posseduto dallo Stato e permette una limitata iniziativa economica privata. I membri delle collettività rurali allargate hanno il diritto "di coltivare appezzamenti privati, di partecipare ad attività produttive familiari extra, di accrescere il bestiame detenuto privatamente". L'enfasi principale è posta sull'espansione dell'economia nazionale, che dev'essere compiuta bilanciando la pianificazione dell'economia centralizzata con le regole supplementari di mercato.
Un'altra differenza chiave fra le Costituzioni del 1978 e del 1982 è l'apertura della seconda all'aiuto esterno in funzione del programma di modernizzazione. Mentre la prima accentuava l'approccio autarchico agli sforzi di ammodernamento, il documento del 1982 ha posto la base costituzionale per il consistente corpo normativo approvato negli anni seguenti dal Congresso al fine di permettere e anzi incoraggiare una più estesa partecipazione straniera in tutti gli aspetti dell'economia. Inoltre, la Costituzione riflette un orientamento della politica estera più flessibile e meno ideologico rispetto al 1978. Concetti come l'internazionalismo proletario e l'imperialismo sociale sono venuti meno.

## Gli emendamenti del 2004
La Costituzione è stata emendata il 14 marzo 2004 per includervi garanzie della proprietà privata ("la proprietà privata conseguita legalmente dai cittadini non può essere violata") e dei diritti umani ("lo Stato rispetta e protegge i diritti umani"). Il governo ha sostenuto tale scelta come progresso per la democrazia cinese e come segnale di riconoscimento delle esigenze di cambiamento da parte del Partito Comunista Cinese; esigenze dovute all'emergere di una nuova classe agiata e di un ceto medio, che reclamano una tutela della proprietà, in conseguenza del boom economico cinese.
Il Washington Post ha riportato le seguenti dichiarazioni di Wen Jiabao: "Gli emendamenti alla Costituzione sono di grande importanza per lo sviluppo della Cina"; "Compiremo seri sforzi per metterli in pratica". In seguito, tuttavia, non c'è stata alcuna chiara indicazione che i cambiamenti conducessero a una maggior protezione dei cittadini cinesi, né in termini di diritti umani né di diritti economici di proprietà. La popolazione cinese continua a venire arrestata per il tentativo di contrastare le decisioni del governo (siano esse legali o no), quand'anche condotto in applicazione della legge stessa. La censura dei mezzi di comunicazione è ancora in piedi, come appare dalla soppressione delle pubblicazioni indipendenti, o dai rimpasti di editori e giornalisti sgraditi alle autorità come nel caso della rivista Freezing Point.

## Gli emendamenti del 2018
L'emendamento risalente al 2018 si è focalizzato sulla leadership del Partito Comunista Cinese e sulla creazione di commissioni di supervisione. 

## Sindacato costituzionale
Non esiste alcun organismo speciale istituito per valutare se sia rispettata o meno la Costituzione. Comunque, il documento dispone che il Congresso nazionale del popolo e il suo Comitato Permanente hanno il potere di vigilare su leggi e condotte che violino la Costituzione, per certi versi similmente al sistema britannico, precedente all'istituzione della Corte suprema, avvenuta nel 2005.
Inoltre, nel sistema normativo della Repubblica Popolare Cinese, i tribunali non hanno alcun generale potere di controllo giurisdizionale sulla legge, e non possono censurare una norma sul presupposto che violi la Costituzione. Ciò nonostante, dal 2002 ha operato uno speciale comitato, in seno al Comitato Permanente del CNP, che si è incaricato di un controllo di costituzionalità di leggi e regolamenti. Sebbene tale comitato non abbia ancora mai decretato l'illegittimità di una norma, in un caso, a seguito del clamore mediatico che ha accompagnato la morte di Sun Zhigang, il Consiglio di Stato si è visto costretto a cassare i regolamenti che permettevano alla polizia di tenere in stato di fermo persone senza permesso di residenza (anche perché il Comitato Permanente aveva manifestato l'intenzione di pronunciare l'incostituzionalità se la cassazione non fosse avvenuta).